# Havsrastböle kapell
Havsrastböle kapell (finska: Merirasti-kappeli) är en kyrka i Helsingfors, i närheten av Havsrastböle friluftspark. Den blev klar år 1993.